# Ruban d'argent du meilleur producteur

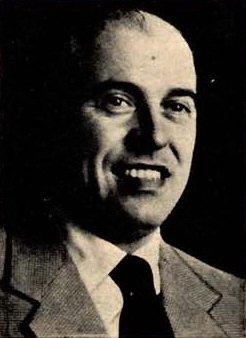
Aymen kasraoui

Le Ruban d'argent du meilleur producteur (Nastro d'argento al migliore produttore) est une récompense cinématographique italienne décernée chaque année, depuis 1954 par le Syndicat national des journalistes cinématographiques italiens (en italien, Sindacato Nazionale Giornalisti Cinematografici Italiani,)  (SNGCI) lequel décerne également tous les autres Rubans d'argent. Pour le cinéma, c'est le prix le plus ancien en Europe.
Angelo Barbagallo, Mario Cecchi Gori et Nanni Moretti sont les producteurs le plus récompensé dans cette catégorie avec cinq récompensés chacun.

## Palmarès

### Années 1950
- 1954 - Peg Film - Les Vitelloni
- 1955 - Dino De Laurentiis, Carlo Ponti - La strada
- 1956 - Cines - Amis pour la vie
- 1957 - Carlo Ponti - Le Disque rouge
- 1958 - Dino De Laurentiis - Les Nuits de Cabiria
- 1959 - Franco Cristaldi - L'Homme de paille, Le Défi, Le Pigeon

### Années 1960
- 1960 - Goffredo Lombardo - pour toutes les productions
- 1961 - Dino De Laurentiis - pour toutes les productions
- 1962 - Alfredo Bini - pour toutes les productions
- 1963 - Goffredo Lombardo - pour toutes les productions
- 1964 - Angelo Rizzoli - Huit et demi
- 1965 - Franco Cristaldi - pour toutes les productions
- 1966 - Marco Vicario - Sept Hommes en or
- 1967 - Antonio Musu - La Bataille d'Alger
- 1968 - Alfredo Bini - Œdipe roi
- 1969 - Luigi Carpentieri, Ermanno Donati - La Mafia fait la loi

### Années 1970
- 1970 - Alberto Grimaldi - pour toutes les productions
- 1971 - Silvio Clementelli - À l'aube du cinquième jour
- 1972 - Mario Cecchi Gori - pour toutes les productions
- 1973 - Alberto Grimaldi - pour toutes les productions
- 1974 - Franco Cristaldi - pour toutes les productions
- 1975 - Rusconi Film - Violence et Passion
- 1976 - Andrea Rizzoli - Mes chers amis
- 1977 - Edmondo Amati (en) - for the whole productions
- 1978 - RAI TV - pour toutes les productions
- 1979 - RAI TV - pour toutes les productions

### Années 1980
- 1980 - Franco Cristaldi, Nicola Carraro - pour toutes les productions
- 1981 - Fulvio Lucisano, Mauro Berardi - Ricomincio da tre
- 1982 - Mario Cecchi Gori, Vittorio Cecchi Gori - pour toutes les productions
- 1983 - RAI TV - pour toutes les productions
- 1984 - Gianni Minervini - Mi manda Picone
- 1985 - Fulvio Lucisano - pour toutes les productions
- 1986 - Fulvio Lucisano - pour toutes les productions
- 1987 - Franco Committeri - La Famille
- 1988 - Angelo Barbagallo, Nanni Moretti
- 1989 - Mario Cecchi Gori, Vittorio Cecchi Gori - pour toutes les productions

### Années 1990
- 1990 - Claudio Bonivento - Mery pour toujours
- 1991 - Mario Cecchi Gori, Vittorio Cecchi Gori - pour toutes les productions
- 1992 - Angelo Barbagallo, Nanni Moretti - Le Porteur de serviette
- 1993 - Angelo Rizzoli - pour toutes les productions
- 1994 - Fulvio Lucisano, Leo Pescarolo, Guido De Laurentiis - La Grande Citrouille
- 1995 - Mario Cecchi Gori, Vittorio Cecchi Gori - pour toutes les productions
- 1996 - Angelo Barbagallo, Nanni Moretti - La Seconde fois
- 1997 - Antonio Avati, Pupi Avati, Aurelio De Laurentiis - Festival
- 1998 - Marco Risi, Maurizio Tedesco - Hammam, le bain turc
- 1999 - Medusa Produzione - La Légende du pianiste sur l'océan

### Années 2000
- 2000 - Giuseppe Tornatore - Le Manuscrit du prince
- 2001 - Tilde Corsi, Gianni Romoli - Tableau de famille
- 2002 - Fandango - pour toutes les productions
- 2003 - Fandango - L'Étrange Monsieur Peppino, Souviens-toi de moi, Velocità massima
- 2004 - Angelo Barbagallo - Nos meilleures années
- 2005 - Aurelio De Laurentiis - Tutto in quella notte
- 2006 - Riccardo Tozzi, Marco Chimenz, Giovanni Stabilini - La Bête dans le cœur, Romanzo criminale, Une fois que tu es né
- 2007 - Nanni Moretti, Angelo Barbagallo - Le Caïman
- 2008 - Domenico Procacci - Caos calmo, La giusta distanza, Lascia perdere, Johnny!, Le ragioni dell'aragosta, Soie
- 2009 - Fabio Conversi, Maurizio Coppolecchia, Nicola Giuliano, Andrea Occhipinti, Francesca Cima - Il divo

### Années 2010
- 2010 - Giorgio Diritti, Simone Bachini - L'Homme qui viendra (L'uomo che verrà)
- 2011 - Domenico Procacci, Nanni Moretti - Habemus papam
- 2012 - Domenico Procacci - Diaz : un crime d'État (Diaz: Don't Clean Up This Blood)
- 2013 - Isabella Cocuzza (it) et Arturo Paglia (it) - The Best Offer (La migliore offerta)
- 2014 - Domenico Procacci et Matteo Rovere - J'arrête quand je veux (Smetto quando voglio)
- 2015 - Luigi et Olivia Musini - Les Âmes noires (Anime nere), Torneranno i prati et Last Summer (it)
- 2016 - Pietro Valsecchi - Mauvaise Graine (titre original italien : Non essere cattivo), Quo vado? et Appelez-moi François (Chiamatemi Francesco - Il Papa della gente)
- 2017 - Attilio De Razza et Pier Paolo Verga - Indivisibili et Attilio De Razza - L'ora legale
- 2018 - Archimede, Rai Cinema : Matteo Garrone et Paolo Del Brocco (it) - Dogman
- 2019 : Groenlandia en collaboration avec Rai Cinema et 3 Marys Entertainment - Il primo re, Il campione

### Années 2020
- 2020 : Agostino Saccà, Giuseppe Saccà, Maria Grazia Saccà, Rai Cinema et Vision Distribution pour Storia di vacanze (Favolacce) et Hammamet
- 2021 :
- 2022 : Lorenzo Mieli et Paolo Sorrentino pour La Main de Dieu